# キネトスコープ

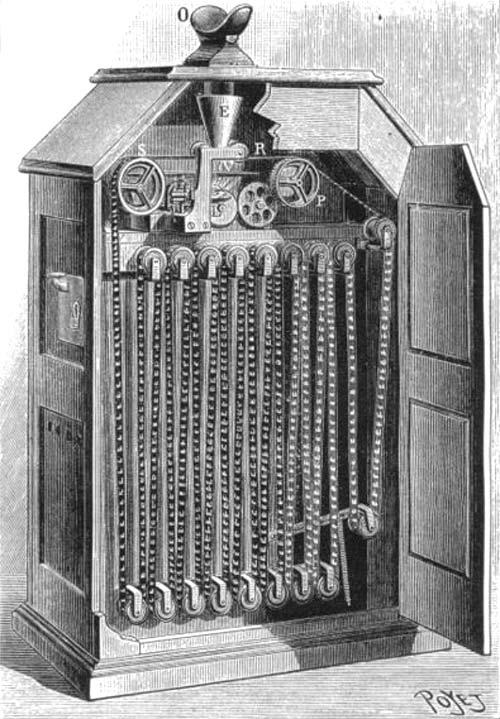
キネトスコープ（開けて内部構造を見せた状態）。木箱上部にのぞき穴が付いている。

キネトスコープ（英: Kinetoscope）は、初期の映画鑑賞装置である。名称はギリシャ語の「kineto (運動)」と「scopos (見る)」を組み合わせたものである。木箱内をのぞき込む形で映像を見る仕組みで、一度に1人しか見ることができなかった。キネトスコープは映写機ではないが、その後の映画の基本的技術を備えている。それは連続写真を記録したセルロイドのロール・フィルムを、光源の前でシャッターを切りながら高速移動させて動く映像を作り出したことと、パーフォレーション付きの35ミリフィルムを採用し、映画フィルムの標準を設定したことである。1888年にアメリカの発明家トーマス・エジソンが最初のアイデアを考案し、助手のウィリアム・K・L・ディクソンが中心になって開発した。彼らはキネトスコープと同時に、映画用カメラのキネトグラフ（英: Kinetograph）も開発しており、1891年8月に両方の特許を申請した。
1893年5月9日にブルックリン芸術科学協会でキネトスコープの最初の公開実演が行われ、1894年4月14日にニューヨークで一般興行が開始した。アメリカの映画文化の誕生に貢献したキネトスコープはヨーロッパでも公開されたが、エジソンがキネトスコープの国際特許を申請しなかったため、多数の模造品が作られた。日本では、1896年11月25日に神戸市の神港倶楽部で初めて一般公開された。やがてエジソンが経済的理由で開発しなかった映写機がキネトスコープに取って代わる存在となり、エジソンも1896年にヴァイタスコープを発売して映写機を導入した。1895年にはキネトスコープと蝋管式蓄音機を結合したキネトフォンを開発し、映像と音を同期する試みを行った。

## 仕組み
キネトスコープは高さ4フィート（約1.2メートル）の木箱でできており、その上部に接眼レンズが付いたのぞき穴がある。箱の内部には長さが約50フィート（約15メートル）のフィルムが蛇腹状にたたみ込まれており、両端に配置された小さな滑車にかけられている。フィルムの幅は約35ミリで、その両端に1フレームごとに4個ずつパーフォレーションが開けられている。キネトスコープはコインを入れると、内蔵されている蓄電池で動くモーターにより作動した。
フィルムは箱内上部のスプロケットがパーフォレーションにかみ合うことで、レンズの下を一定速度で連続的に送られた。送られるフィルムの下には光源のランプがあり、フィルムとランプの間には狭いスリットの入った回転シャッターが付いていた。各フレームがレンズの下を通過すると、フィルムの下から照らされるランプの光を回転シャッターが瞬間的に遮り、その明滅する一連のフレームは視覚の持続性により動く映像として見ることができた。しかし、今日までの映写機と同じ間欠的な駆動方式ではないため、映像が安定的に見れないという欠点があった。フィルムの駆動速度は毎秒40フレーム（40fps）で、1つの作品の上映時間は約20秒ほどしかなかったが、フィルムはループ状になっており、同じ映像を何度も続けて見ることができた。

## 開発

### 初期のシリンダー式装置

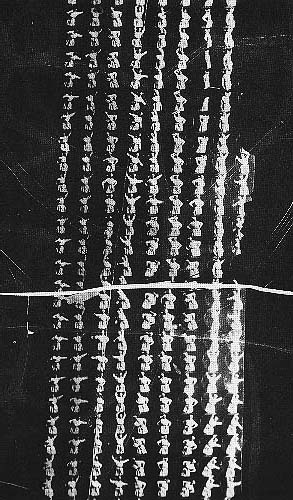
エジソンが開発初期に考案したシリンダー式キネトグラフでテスト撮影した『モンキーシャインズ』（1889年または1890年頃）のフィルムのシート。

1888年2月25日、連続写真の技法を開拓した写真家エドワード・マイブリッジが、ニュージャージー州オレンジ近郊でズープラキシスコープを用いた講演を行った。ズープラキシスコープは連続写真を元にした絵を描いたガラスの円盤を高速回転してスクリーンに投影し、静止画が一つの動きに見えるようにする装置である。その2日後、マイブリッジはウェストオレンジにあるエジソンの研究所でエジソンと会談し、彼が発明したフォノグラフ（蝋管式蓄音機）とズープラキシスコープを連結して、映像と音声を同期させることを提案したが、実現には至らなかった。映画史家のチャールズ・マッサーによると、マイブリッジとの出会いが「エジソンにとって映画発明の最初のひらめきとなったかもしれない」という。同年10月8日、エジソンはキネトスコープに関する最初の特許保護願を提出した。エジソンはこの文書で、映像を記録する装置を「キネトグラフ」、再生する装置を「キネトスコープ」と名付けている。保護願の原稿の冒頭には、以下の内容が記述されている。
私はフォノグラフが耳に与えるのと同じことを目に与える装置を実験している。それは動いているものを記録し再現するものであり、安価で便利な形をとっている。
エジソンの最初のアイデアは、フォノグラフの技術的原理を応用したシリンダー式で、幅1/32インチ（約0.8ミリ）の写真をシリンダーに螺旋状に配置し、回転するシリンダーがレンズを通過する時にシャッターが開閉するカメラで撮影するというものだった。ポジ画像用の不透明な素材またはネガ画像用のガラスで作られたシリンダーは、写真感光剤としてコロジオンが全体を覆うように塗布された。撮影された一連の画像は顕微鏡のような鑑賞装置で覗いて見るという仕組みで、エジソンはフォノグラフの音を聞きながら動く映像を見ることができるとし、非常に大きいシリンダーを使えばスクリーンに映写することもできると考えていた。しかし、得られる画像は小さく、シリンダーの表面が曲面のため焦点もうまく合わないなどの問題が生じた。1889年2月、エジソンは平らな表面を持つシリンダーを導入した2度目の特許保護願を提出した。
同年6月、エジソン研究所の従業員ウィリアム・K・L・ディクソンが映画装置の開発に配属された。ディクソンの助手にはチャールズ・A・ブラウンが就いた。エジソンは映画装置のアイデアを考案して実験を始めたが、その開発作業はディクソンを中心とするエジソン研究所の従業員によるチームで行われ、現代の研究家のほとんどはディクソンが開発の大きな貢献者としている。マッサーは、エジソンの映画の発明はエジソンとディクスンの異なる資質が協力し合った結果であり、エジソンは最初のアイデアを発展させ、その基本原理に基づいてディクスンが改良を進めたとしている。
同年初夏に書かれた3度目の特許保護願では、これまでのシリンダーの表面に感光乳剤を直接塗る方法ではなく、ガラスのシリンダーに写真フィルムを覆う方法が記述された。ディクソンはジョン・カーバットのキーストン・ドライ・プレート・ワークス社が製造したセルロイドの写真フィルムのシートを使用し、幅が約1/4インチ（約6ミリ）のより大きな画像を採用した。この写真フィルムを使うシリンダー式キネトグラフで実験的に撮影したのが『モンキーシャインズ』である。この作品は3本の映像が残されており、いずれも黒地の背景に白い衣装を着た従業員が大きく身振りをする姿が記録されている。撮影時期については1889年6月説と1890年11月説があり、未だにこの議論は決着していない。

### ストリップ式装置への変更
1889年8月初旬、エジソンはパリ万国博覧会へ出発した。エジソンは2ヶ月間ヨーロッパに滞在したが、その間もディクソンは実験を進めていた。パリ訪問中にエジソンはエティエンヌ＝ジュール・マレーと出会い、彼が発明したクロノフォトグラフィの存在を知った。マレーのカメラは紙のロール・フィルムが一定間隔でレンズを通過する方法により、一連の連続写真を撮影する仕組みだった。アメリカに戻ったエジソンは、11月2日に4度目の特許保護願を提出した。そこでは従来のシリンダー式ではなく、クロノフォトグラフと同じストリップ式の装置が記述された。それはパーフォレーションを付けたロール・フィルムを、歯のついた輪にかみ合わせて動かし、レンズの前で毎秒10フレームの速度で撮影するという方法で、フィルムをスクリーンに映写することも想定されていた。多くの研究者はエジソンがシリンダー式からストリップ式に転換したのはマレーの影響であるとしているが、エジソンや従業員の証言では、エジソンのパリ出発前からストリップ式のキネトグラフを開発していたとしている。ロール・フィルムは、8月27日にイーストマン社が発売したセルロイド製を使用した。この保護願はストリップ式の移行とパーフォレーションの導入により、エジソンの映画システムの基本原理を確立した。

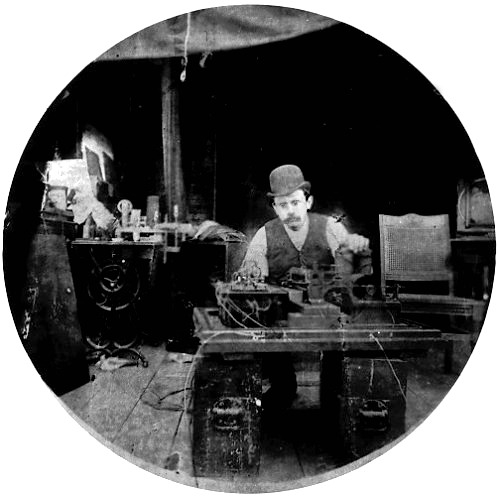
ディクソンの助手のチャールズ・H・カイザー。その手前にあるのが横送り式のキネトグラフである。

1890年2月頃からキネトスコープは新聞や雑誌に取り上げられるようになり、2月2日のニューヨーク・ヘラルド紙には「話し手の仕草を捉える」という見出しの記事で紹介され、キネトグラフは毎秒8～20フレームの撮影が可能と伝えられている。しかし、同年にエジソンはディクソンを連れて、鉄鉱石の磁気選鉱の研究に集中していた。そのため5月から10月までは、研究所のキネトスコープ事業のアカウントに支出や就労状況が記録されておらず、キネトスコープの開発作業は中断されていたと考えられている。10月にキネトスコープの開発に戻ると、ウィリアム・ハイスが新たにディクソンの助手に就いた。当時はフレッド・オット、その兄のジョン・オット、ユージン・ローストなどの従業員も開発に参加していた。
1891年春までにディクソンとハイスは、4度目の特許保護願に基づくストリップ式によるキネトグラフを開発し、ボクシングや体操選手、パイプをくゆらす従業員などを写した短いフィルムを撮影した。このキネトグラフはモーター駆動で、カメラ内のフィルムの間欠的な動きを実現するため、各フレームをレンズの前で露光するのに十分な時間停止させ、次のフレームに素早くスプロケットで送る仕組みになっており、この技術は現代の映画用カメラでも使われている。フィルムは幅が3/4インチ（約19ミリ）で、現在のフィルムと同じ縦送りではなく、水平方向に走る横送りであり、フィルムの片端にだけパーフォレーションが開けられていた。同時にディクソンとハイスは、横送り式のフィルムを使用したのぞき穴のキネトスコープを製作した。

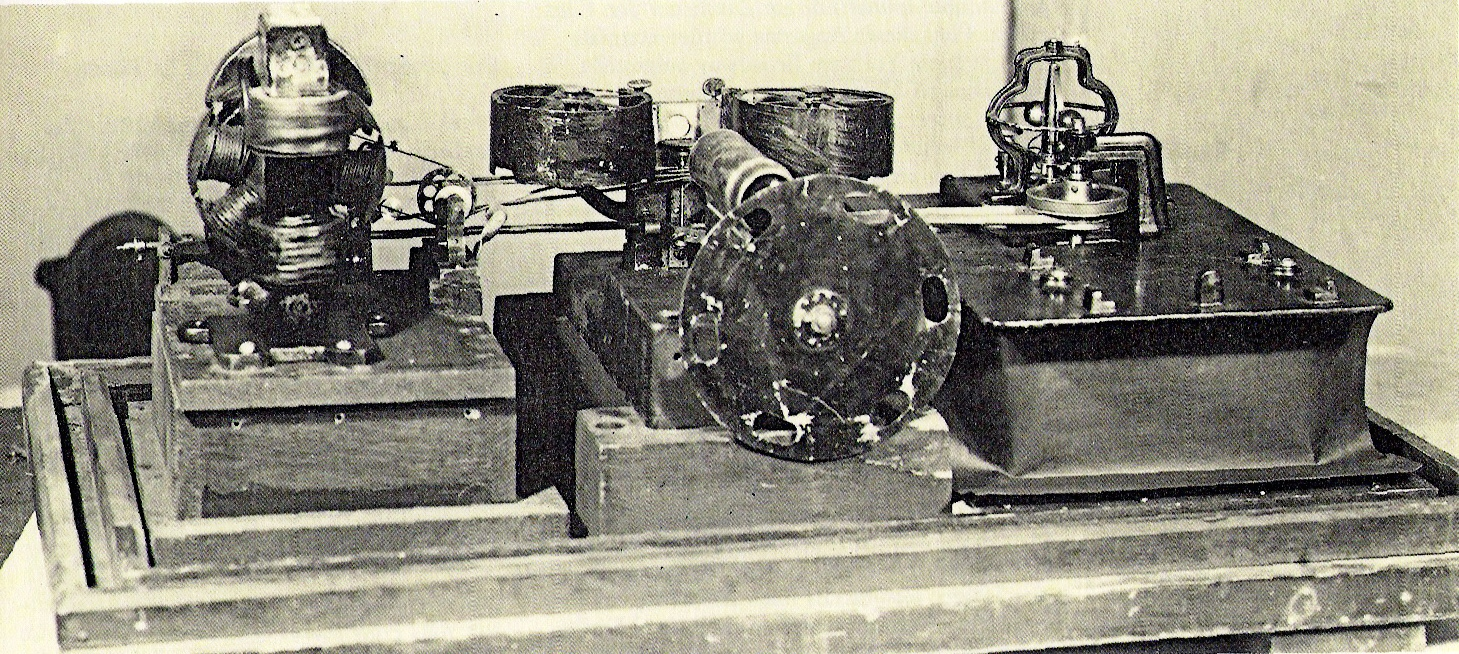
19ミリフィルムを使用した横送り式キネトグラフ（1891年頃）。

1891年5月20日、エジソンは妻のマイナ・エジソンを訪ねて来たアメリカ婦人クラブの会員147人を研究所に案内し、そこでプロトタイプの横送り式のキネトスコープを披露した。この時に上映されたのは、ディクソンが帽子をとって挨拶をする姿を撮影した『ディクソンの挨拶 (Dickson Greeting)』という短い作品だった。ニューヨーク・サン紙は彼女たちが見た映像について、「男はお辞儀をして微笑み、手を振り、自然かつ優雅に帽子を脱いでみせた。すべての動きが完璧だった」と記述している。6月13日のハーパーズ・ウィークリー誌と、同月20日のサイエンティフィック・アメリカン誌には、横送り式のフィルムの図版が掲載された。
1892年夏までにキネトグラフは縦送り式に改良され、マッサー曰く「我々が現代的な映画カメラと呼ぶもの」が完成した。同年10月にフォノグラム誌の「新しい産業の予感」という記事にキネトグラフが公式発表され、縦送りのフィルムの図版が掲載された。フィルムは実質的に35ミリのフォーマットであり、パーフォレーションは両端に4個ずつ付けられた。この規格は後に映画フィルムの国際標準に採用され、現代までその基本構造はほとんど変化していない。エジソンは当初のイーストマン社ではなくブレア・カメラ社のフィルムを注文し、1896年まで同社がエジソンのフィルムの供給者となった。一方、キネトスコープは1892年6月にコインを入れて動く仕組みによる試作機が作られ、1893年2月に商品化に向けた耐久性のテストが行われた。

### 特許の申請と交付
1891年8月24日、エジソンはキネトスコープとキネトグラフに関する3件の特許を申請した。1件目は「キネトグラフ・カメラ（Kinetographic Camera）」、2件目は「写真撮影用の方法および装置の改良（Improvement in Model & Apparatus for Taking the Pictures）」、3件目は「運動する被写体の写真を見せる装置（Apparatus for Exhibiting Photographs of Moving Objects）」である。そのうち3件目は1893年3月14日に特許が交付されたが、1件目は1897年8月31日にようやく特許が交付された。2件目は内容が撮影装置と鑑賞装置の橋渡しを果たすものであり、その相互関連性が特許庁に認められなかった。そこで2件目は申請内容が分割され、1892年4月11日にその一部が「ストップ機構（Stop Device）」として申請され、1893年2月21日に交付された。ストップ機構は高速で写真を撮影するときに、歯車が回転して止まる間欠的な動作を確実にするためのメカニズムである。

## 映画撮影と公開

### 商業利用に向けた準備

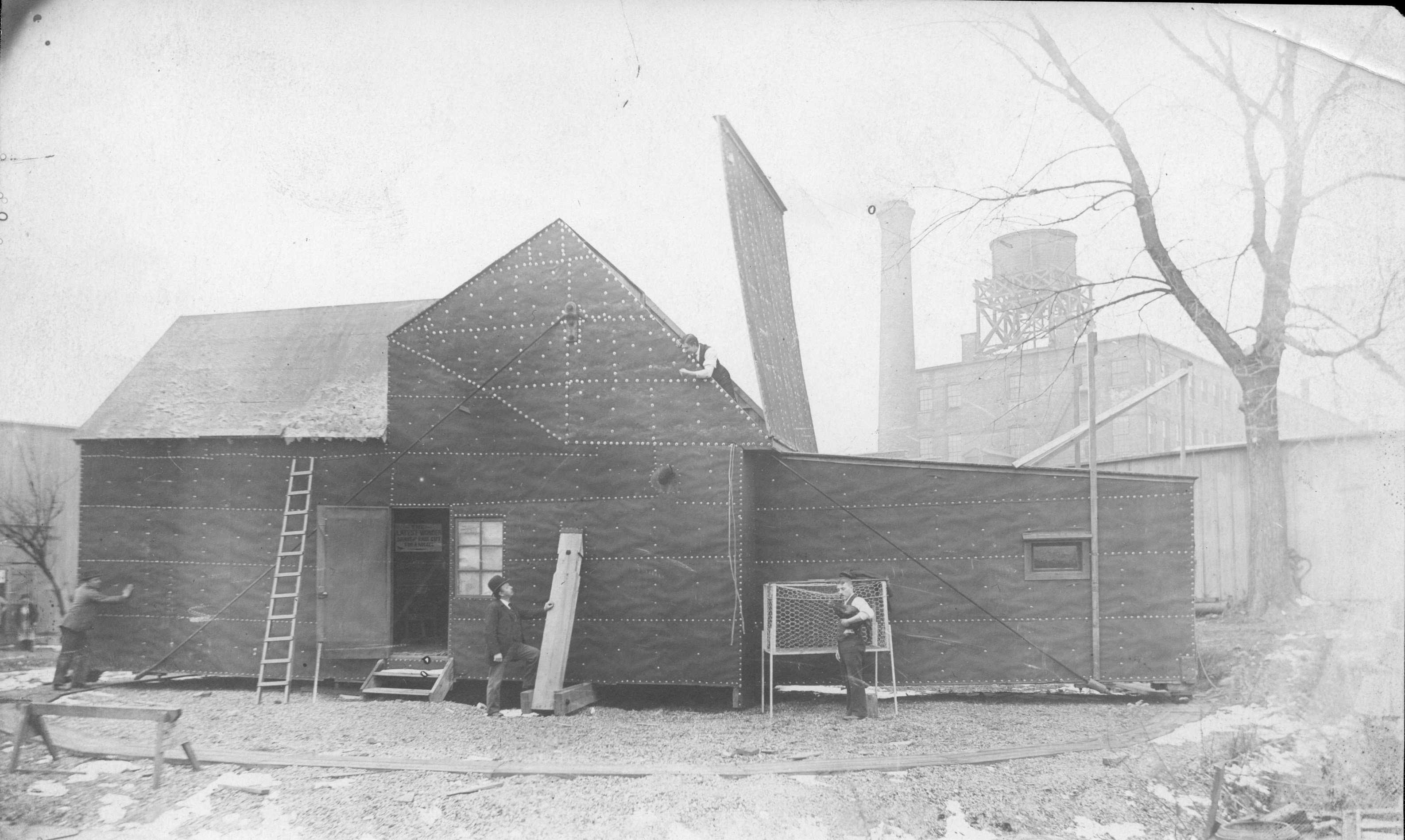
ブラック・マリアの外観。

1892年12月、エジソンは研究所内にディクソンが設計した「ブラック・マリア」という映画スタジオの建設を始めた。ブラック・マリアは世界初の映画撮影専用のスタジオであり、その名前は建物全体が黒いタール紙に覆われており、それが囚人護送車に似ていたことにちなんでいる。建物は長方形の箱型で、撮影に必要な太陽光を取り入れるため、太陽の位置に合わせて回転することができた。1893年2月にブラック・マリアが完成し、4月までにディクソンとハイスにより最初の商業用映画『鍛冶屋の場面』が撮影された。ブラック・マリアはその後数年間、エジソンの映画撮影の中心となった。

『フレッド・オットのくしゃみ』（1894年）はアメリカ議会図書館に著作権登録された現存最古の映画である。

キネトスコープの最初の公式実演は、1893年5月9日にブルックリン芸術科学協会の物理学部門の月例集会で行われた。この時に上映されたのは『鍛冶屋の場面』で、400人以上の参加者が順番にキネトスコープを覗き込み、全員が見終わるまで数時間かかった。6月にエジソンは機械工のジェームズ・イーガンに25台のキネトスコープを発注し、商業利用に向けて準備を進めた。エジソンは同年夏にシカゴ万国博覧会でキネトスコープを発表する計画を立てていたが、ディクソンが病気休養となり、発注品の準備も間に合わなかったため、出品されることはなかった。
1894年1月上旬、ブラック・マリアで『フレッド・オットのくしゃみ』が撮影された。この作品は商業用ではなく、ハーパーズ・ウィークリー誌に掲載される記事の図版用として宣伝目的で作られた。3月からディクソンとハイスは商業用作品の撮影を始めた。3月6日には世界的なボディビルダーのユージン・サンドウが研究所を訪問し、ブラック・マリアでサンドウがポーズをとる姿を写した『Sandow』が撮影された。サンドウに続き、3月10日から16日の間にはスペイン人ダンサーのカルメンシータがダンスをする姿が撮影された。カルメンシータはキネトグラフの前に立った最初の女性で、なおかつアメリカで映画に出演した最初の女性と考えられている。さらに4月までに女性曲芸師エナ・ベルトルディのパフォーマンス、闘鶏、理髪店の再現場面など、主に男性観客向けの内容のフィルムが撮影された。

### キネトスコープの一般公開

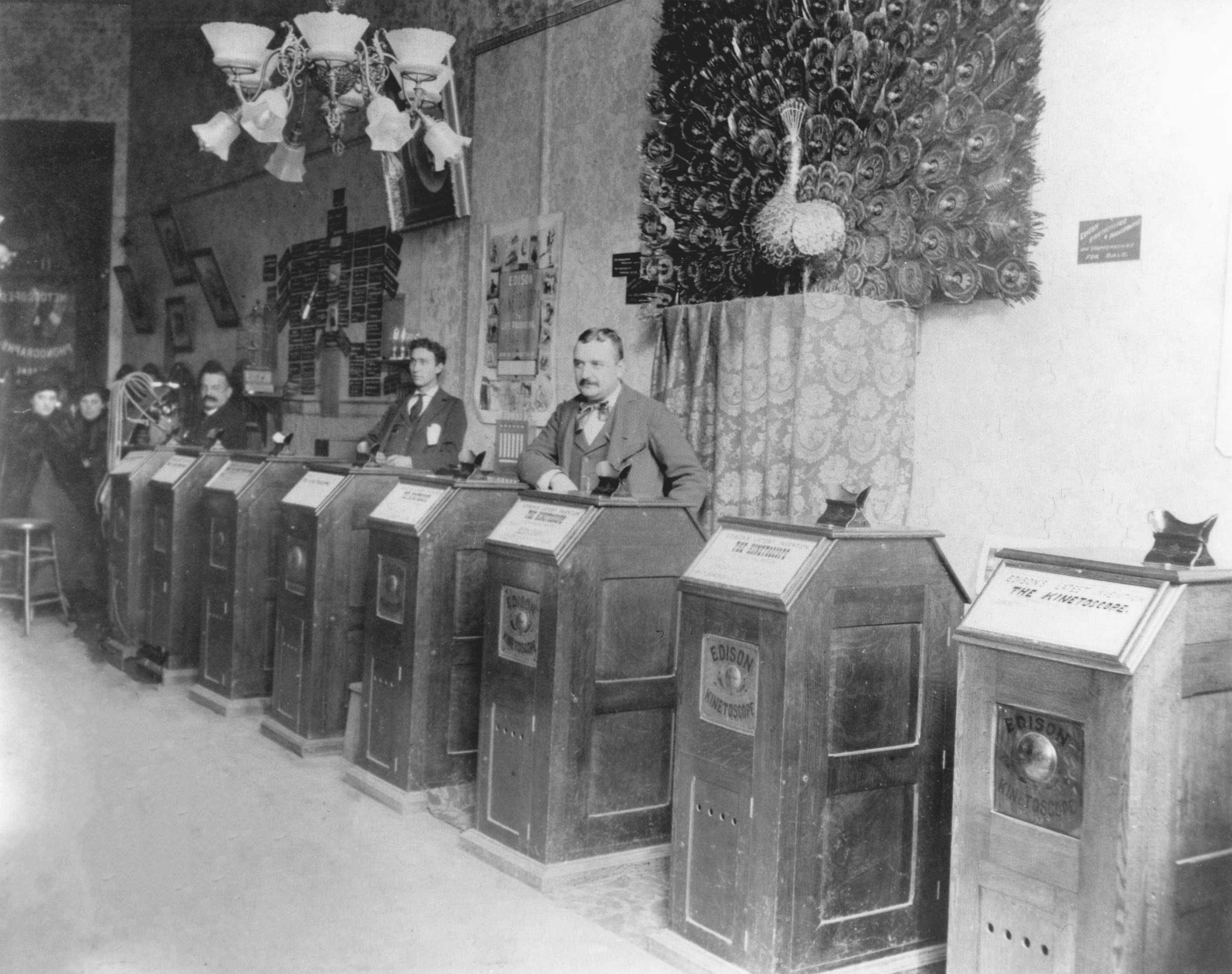
サンフランシスコのキネトスコープ・パーラーの店内（1894～1895年頃）。

1894年4月、エジソンはキネトスコープの事業を研究所からエジソン製造会社（以下エジソン社）に移した。それまでのキネトスコープとキネトグラフの開発費は、ブラック・マリアの建設費を含めて2万4000ドル以上にのぼった。4月14日、ニューヨークのブロードウェイ1115番地にホランド兄弟が所有する「キネトスコープ・パーラー」の1号店が開店した。店内には最初に製造したキネトスコープ25台のうち10台が設置され、それぞれ異なる作品が上映された。観客は25セントを払うことで5台のキネトスコープを覗き見ることができた。興行を取り仕切ったアルフレッド・O・テートによると、4月16日に開く予定だったが、準備を終えた14日にはエジソンの新発明を見ようと人だかりができていて、その夜の夕食代を稼ごうと一足早く開店し、深夜まで客が途絶えることがなかったという。
同年5月17日、シカゴのフリーメイソンの集会所にホランド兄弟が運営するキネトスコープ・パーラーの2号店が開かれ、10台のキネトスコープが設置された。6月1日にはサンフランシスコにもキネトスコープ・パーラーが開店した。エジソンはキネトスコープとフィルムの販売を市場化するため、ノーマン・ラフとフランク・ガモンが経営するキネトスコープ社にアメリカとカナダでの独占販売権を与えた。キネトスコープ社や他の販売業者は、エジソン社から200ドルまたは250ドルでキネトスコープを購入し、それを自社が所有するキネトスコープ・パーラーに設置するか、他の興行者たちに350ドルで再販した。フィルムは1本あたり10ドルで販売された。1895年2月までにキネトスコープとフィルムの販売額は18万ドルを計上し、エジソン社は8万9000ドルの利益を得た。

### キネトスコープ映画
1894年の夏から秋にかけて、エジソン社は需要が増えたキネトスコープの上映用作品を撮影するため、ブラック・マリアに多くの有名な芸人やダンサーを招いた。映画史家のジョルジュ・サドゥールによると、エジソンは蓄音機の蝋管を売り出した時に、有力芸人が出演した録音ほど売れたことから、キネトスコープ映画にも芸人たちを起用したという。岩本憲児によると、キネトスコープ映画の題材は観客の強い関心や好奇心を引き付けるものでなければならないため、アクロバットやダンスなどの訓練された身体技術を見世物とする芸人や達人たちが撮影されたという。しかし、キネトグラフは大型で重量があり、持ち運びに不便なためブラック・マリアの中に固定され、屋外で撮影されることはほとんどなかった。また、太陽光を取り入れる必要があるため、黒い背景の前で撮影されることが多かった。
この時期にエジソン社が撮影したものに、ジュアン・カイセドの綱渡り、ルイス・マルティネッティのつり輪、バーナム・アンド・ベイリー・サーカスの異国のダンス、グレンロイ兄弟のバーレスク、黒人のケークウォークなどがある。その中には日本の芸妓の手踊りを撮影した作品も存在する。バッファロー・ビルのワイルド・ウエスト・ショーの座員も出演しており、アニー・オークレイの射撃、スー族のゴースト・ダンスなどが撮影された。アナベル・ムーアが蛇や蝶のダンスをする映画は特に人気があり、1897年までに彼女のダンス映画が何度も撮影された。こうした芸やダンスを撮影した作品だけでなく、酒場や火事現場などの風景を再現した作品、ブロードウェイのミュージカル『Milk White Flag』のハイライトを撮影した作品、『Robetta and Doretto, [no. 2]』のようなコミカルなシチュエーションを持つ作品も存在する。

### レイサム兄弟のボクシング映画
1894年夏にグレイ・レイサムとオトウェイ・レイサムの兄弟は、同級生のイノック・J・レクターとサミュエル・J・ティルデンとともにキネトスコープ公開会社（Kinetoscope Exhibition Company）を設立し、エジソン社の認可を受けてボクシングの映画をキネトスコープで上映した。従来のキネトスコープは約50フィートの長さのフィルムしか入らず、毎秒40フレームで上映時間が20秒しかなかったため、長いボクシングの試合を上映することができなかった。そのためレクターの要請により、研究所は150フィートのフィルムが入る大容量のキネトスコープを製造し、上映時間を1分近くにまで増やすことに成功した。6月14日、ブラック・マリアでマイケル・レナード対ジャック・カッシングのボクシング試合を6ラウンド分撮影したが、1ラウンドの時間はフィルムの最大容量に相当する1分間に短縮され、試合はあらかじめ成り行きが決められていた。
8月、レイサム兄弟はニューヨークのナッソー・ストリート83番地にボクシング映画専門のキネトスコープ・パーラーを開店し、店内に6台の大容量のキネトスコープを設置してレナード対カッシングの試合を上映した。1台のキネトスコープで1ラウンドの試合を見ることができたが、そのために10セントを支払う必要があり、全試合を見るには60セントも支払わなければならなかった。それでもアメリカ人のボクシング熱が高いこともあり映画は成功を収め、行列を整理するために警察を呼ばなければならないほどだった。続いてレイサム兄弟はヘビー級王者のジェームス・J・コーベットと契約を結び、9月7日にブラック・マリアでコーベット対ピーター・コートニーの試合を6ラウンド分撮影した。試合は第6ラウンドでコーベットがノックアウトするように取り決められ、コーベットには5000ドルのギャラが支払われた。

### ヨーロッパでの公開と模造品

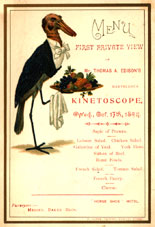
1894年10月17日にロンドンで最初のキネトスコープ・パーラーが開店したことを発表する広告。

1894年、フランク・マグワイアとジョゼフ・ボーカスが経営する大陸通商社（Continental Commerce Company）は、ヨーロッパにおけるキネトスコープとフィルムの販売代理店となり、10月17日にロンドンのオックスフォード・ストリート70番地にキネトスコープ・パーラーを開設した。同月にはパリのポワソニエール大通り20番地に、ヴェルネル兄弟が運営するキネトスコープ・パーラーが開店した。続いて、12月にコペンハーゲンとアムステルダム、1895年2月にストックホルム、3月にリスボンとベルリンでキネトスコープが上映された。しかし、エジソンはキネトスコープの国際特許を申請していなかったため、ヨーロッパではヴェルネル兄弟を含む数人の発明家により、キネトスコープの模造品が作られた。
ロンドンの光学器械製造業者のロバート・W・ポールは、1894年にギリシャ人興行師のゲオルギ・ゲオルギアデスとゲオルギ・トライェディスの依頼を受けて、廉価なキネトスコープの模造品を製造した。それを知ったエジソン社は上映用作品の提供を拒否し、打撃を受けたゲオルギアデスとトライェディスはポールに新作映画を作るように頼んだ。ポールは写真家のバート・エイカーズと組んで、1895年にポール＝エイカーズ・カメラを開発し、エイカーズが『The Derby』『Rough Sea at Dover』などのキネトスコープ用作品を撮影した。これらの作品はイギリスで作られた最初の商業用映画の一つである。
フランスの蓄音機販売業者のシャルル・パテは、1895年3月にロンドンでポールが製造したキネトスコープの模造品を手に入れ、ヴァンセンヌの店で興行師向けに販売した。しかし、キネトスコープは1台に1人しか見れないため商売にならないうえに、パテの元にはフィルムが数本しかなく、すぐに観客に飽きられてしまった。キネトスコープを興行に利用しようとパテの店を訪れたアンリ・ジョリは、そのことを知るとパテに映画用カメラを作ることを申し出た。パテは必要な資金を調達し、同年8月26日にジョリはキネトスコープと映写機の両方に対応したカメラの特許を申請した。ジョリはこのカメラでキネトスコープ用作品を撮影した。これと並行してパテとジョリは、一度に4人が覗き見ることができる大型キネトスコープのフォトゾーイトロープを組み立て、11月8日に特許を申請したが、成功を収めることはなかった。

## 映写機の導入

### キネトスコープの衰退
1895年の初め、キネトスコープとフィルムの売上げが落ち込み、エジソン社の映画事業は厳しくなり始めた。新作映画は独創性を欠き、後述するキネトフォンの試みも失敗した。そうした時に多くの関係者は、フィルム映写がエジソンの追求すべき次のステップであると考えていた。キネトスコープ社を経営するラフとガモンも、エジソンに映写機を作るように催促した。しかし、エジソンはラフとガモンの要求に対して次のように答えた。
もし映写機を作るとすれば、私たちはすべてを台無しにしてしまうだろう。私たちは現に覗き眼鏡式の器械を作り、大量に販売して満足すべき利益を得ている。もし、映写機を私たちが売り出したとしても、おそらく合衆国で10台そこそこが売れればいいところだ。国中で私たちの映像を見せるのに数台もあれば十分だ。だから、諸君は金の卵を生む鶏を殺してしまうことになる。
エジソンは経済的な理由でキネトスコープに固執したが、ディクソンは意見を異にし、フィルム映写の可能性を確信していた。ディクソンはエジソン社総支配人のウィリアム・ギルモアと不和を募らせていたこともあり、同じく映写機を求めるレイサム兄弟に密かに技術を提供していた。結局、同年4月にディクソンはエジソン社を退社した。その後はハイスが新作映画を作っていたが、8月にラフとガモンは従業員のアルフレッド・クラークにフィルムの販売を刺激する映画を作るように指示し、クラークは『メアリー女王の処刑』など数本の歴史的題材の作品を手がけた。それでも売上げは落ち続け、やがてクラークは映画製作から手を引いた。秋までにキネトスコープの人気は衰退し、映画製作もしばらく中止することになった。キネトスコープの商品化2年目で、売上高は前年と比べて95%も減少し、わずか4000ドルとなった。

### ヴァイタスコープの導入以後

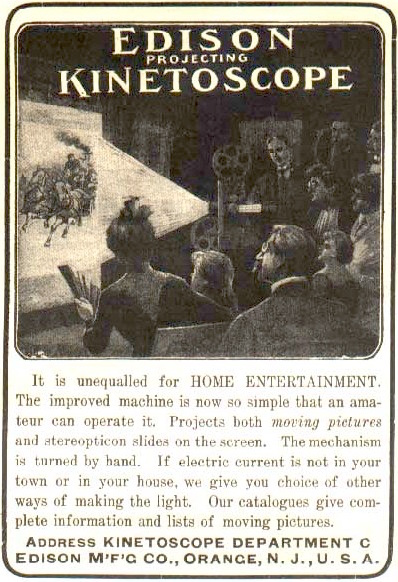
1900年代の映写式キネトスコープの広告。

1895年の間、欧米ではキネトスコープの公開をきっかけにして多くの映写機が開発された。レイサム兄弟と協力したディクソンは、4月にパントプティコンを共同開発し、5月20日にニューヨークで商業上映を始めた。その後、ディクソンはエジソン社の主要な競争相手となるアメリカン・ミュートスコープ社の設立に参加した。同社が発売したのぞき穴式装置ミュートスコープは、キネトスコープよりも安価で良質なため、すぐにそれを上回る人気を獲得した。アメリカの発明家トーマス・アーマットとチャールズ・フランシス・ジェンキンスはファントスコープを開発し、9月にアトランタでキネトスコープ用作品を映写した。ヨーロッパでは、フランスのリュミエール兄弟がシネマトグラフ、ドイツのスクラダノフスキー兄弟がビオスコープを開発し、それぞれ商業上映を行っていた。
キネトスコープに固執したエジソンも、最終的にラフとガモンの要求に応じ、助手のチャールズ・H・カイザーに映写機の研究を行わせたが、カイザーはこの問題を進展させることができなかった。1896年1月、エジソンはラフとガモンを通じてアーマットからファントスコープの特許権を購入し、それを「ヴァイタスコープ」に改名して映写機を導入した。ヴァイタスコープはエジソンの発明品ではないが、ラフとガモンにより商業的価値を高めるために「エジソンのヴァイタスコープ」として商品化された。ヴァイタスコープは最初は人気を呼んたが、すぐに国内外の競合相手による安価で良質な映写機が市場にあふれたこともあり、同年秋までに商業的に失敗した。
その後、エジソンはキネトスコープの名称を使用した自身の映写機を開発した。1897年2月に「映写式キネトスコープ（プロジェクトスコープ）」を発売し、1900年代にかけて改良を施した映写式キネトスコープが何度も販売された。1911年末には家庭や教会などで使用するための「家庭用映写式キネトスコープ」を発売した。フィルムの幅は21ミリで、その幅に5.7ミリのフレームが3つ並ぶという特殊な形をしていた。しかし、独自のフォーマットのために上映作品が限られ、技術的欠陥にも悩まされたため、特に人気が出ることはなかった。1915年には「スーパー・キネトスコープ」の開発も試みられたが、製造費があまりにも高くなるため中止となり、これがエジソンの最後の映画装置となった。

## 日本でのキネトスコープの公開
1896年秋、神戸居留地の貿易商リネル商会がキネトスコープとフィルムを日本に輸入し、それを神戸市の銃砲店経営者である高橋信治が購入した。高橋のキネトスコープは、同年11月17日に宇治川の旅館「常盤」で小松宮彰仁親王が台覧し、11月19日付の神戸又新日報で新聞報道されたが、その記事ではキネトスコープを「写真活動器械」と紹介した。11月20日には舞子の周布公平の別荘で有栖川大宮妃が台覧し、11月21日付の神戸又新日報に新聞報道された。
11月25日、高橋は神戸市の神港倶楽部でキネトスコープの一般上映を開始した。同日付の神戸又新日報に上映広告が掲載されたが、そこではキネトスコープを「ニーテスコップ（電気作用写真活動機械）」と紹介し、11月29日まで5本の作品を日替わりで上映すると告知した。その作品名は25日から順に『西洋人スペンサー銃ヲ以テ射撃ノ図』『同 縄使用別ケノ図』『同旅館ニテトランプ遊戯ノ図』『京都祇園新地芸妓三人晒布舞ノ図』『悪徒死刑ノ図』である。上映会の日程は12月1日まで延期されており、『米国都府ニ於テ馬車ト自転車競走ノ図』が追加上映された。この上映会には装置の仕組みや作品の内容を解説する説明者がいたとされ、その人物の正体ははっきりと分かっていないが、映画史家の塚田嘉信は高橋が担当したのではないかと推定している。
神港倶楽部での興行を終えたキネトスコープは、12月3日から22日まで大阪市の南地演舞場で公開し、1897年1月1日から12日まで同会場で再公開した。この興行は高橋と大阪の時計店主である三木福助との共同出資で行われ、上田布袋軒が説明者を務めた。上田は玄人の口上言いで、その後も映画の弁士を務めたことから、しばしば日本映画史上初の活動弁士と呼ばれている。この興行の見物者の回想によると、一回の見物料は10銭か15銭で、まず待合室に通され、順番に呼び出されて別の部屋でキネトスコープを覗き、側に立っている人が題名を言ってくれたが、映像はチカチカしていて見づらく、順番待ちの退屈しのぎに見せられた鉄道模型の方に人が群がったという。南地演舞場での興行が終わると、高橋はキネトスコープを周弘社に売却し、1月29日に同社が東京の浅草花屋敷の五階楼（奥山閣）で「写真人物活動機」の名称で公開した。3月には上野公園でも公開されたが、その後のキネトスコープの公開記録はない。

## キネトフォン

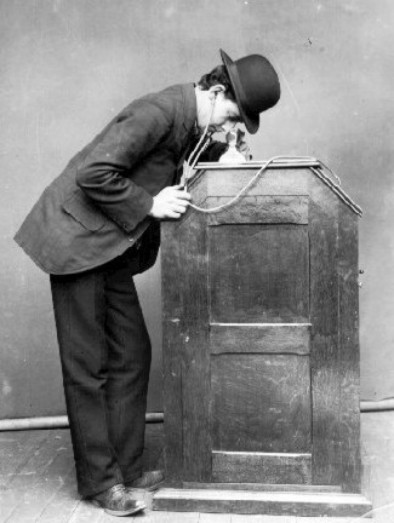
1895年頃のキネトフォン。観客は木箱内に備え付けられたフォノグラフにつながるイヤホンを通して音楽を聴きながら、映画を覗き見ることができた。

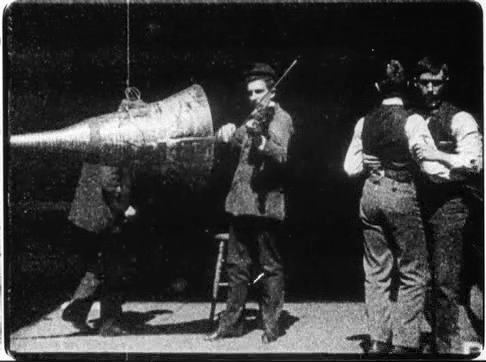
キネトフォンの実験用に撮影された『The Dickson Experimental Sound Film』（1894年または1895年）。1960年代に長年消失したと考えられていた付属の蝋管が発見され、後にデジタル技術を使用して音と映像を組み合わせたフィルムが作成された。

キネトフォン（英: Kinetophone）は、エジソンとディクソンが映像と音を同期するトーキーを実現するために、キネトスコープとフォノグラフを組み合わせた装置である。この試みはエジソンが映画の実験を始めた当初からの夢の一つだった。キネトフォンの実験用に作られた最初の作品が『The Dickson Experimental Sound Film』で、1894年後半または1895年初頭にブラック・マリアで撮影された。その映像にはディクソンがカメラ外の蝋管につながる録音用ホーンに向けてヴァイオリンを弾いている姿が記録されており、撮影中に音楽が同時録音されている。1895年3月にエジソン社はキネトフォンを発売し、4月に最初のデモンストレーションが行われた。キネトフォンはそれ自体に技術革新を伴うものではなく、キネトスコープの木箱内にフォノグラフを備え付けただけの装置だった。しかし、映像と音の同期は不正確で、ダンスや吹奏楽団などの映像を見ながら、それに付けられた伴奏音楽を聴くという緩やかな同期にとどまった。キネトフォン用作品のほとんどはサイレント映画で、その映像に合う音楽の蝋管が購入者に提供された。
1913年1月、エジソンは映写式に改良したキネトフォンを発表した。1895年のシステムと同様に蝋管式蓄音機を使用し、それを複雑な滑車とベルトを介して映写式キネトスコープに接続することで、録音した音と同期させた映像をスクリーンに映写した。キネトフォンは当初は成功を収めたが、当時の他のサウンドシステムと同様に映像と音の同期はまだ不完全で、適切な訓練が不十分な映写技師は音声との同期を保つのに苦労し、理想的な条件下で上映が行われることは滅多になかった。上映作品も平凡なヴォードヴィルの出し物を写した6分ほどの短い内容だったため、最初は目新しさで劇場に詰めかけた観客にも次第に飽きられてしまった。エジソン社はキネトフォンの権利を海外の業者に売りつけたが、わずか1年ほどで姿を消した。
日本では、1896年末に神戸居留地のブルウル兄弟商会がキネトフォンを輸入したが、それがどのように使用されたかは不明である。1913年12月、肥塚竜は映写式のキネトフォンの権利を購入し、日本キネトフォン株式会社を設立した。同社はエジソン研究所にいた岡部芳郎を技術者に迎え、日本で発声映画の興行を始めた。披露興行は12月6日と7日に帝国劇場で行われ、1914年4月には浅草公園にキネトフォンの常設興行館・日本座が開館した。6月には同社の撮影場が完成し、長唄や浄瑠璃などを題材にした日本製キネトフォン映画を製作した。日本でもキネトフォンは一時的な好況を見せ、8月1日に日本座で公開した松井須磨子出演の『カチューシャの唄』は高い成功を収めた。これは芸術座の翻訳劇『復活』の挿入歌として松井が歌い、全国的に流行した「カチューシャの唄」をキネトフォンに取り入れた作品である。やがてキネトフォンは技術的制約や人気の下火で興行に向かなくなり、1917年春に日本キネトフォンは倒産した。